# SS Virginis
SS Діви (SS Virginis) — змінна зоря в сузір'ї Діви, мірида. Вона змінюється за величиною від мінімуму 9,5 до максимуму 7,4 з періодом 361 днів. Її також вважають напівправильною змінною, оскільки її мінімальна та максимальна зоряна величина змінюються протягом десятиліть. Її спектральний клас C63e[джерело?]. Через те, що вона багата на вуглець, SS Діви класифікується як вуглецева зоря. Як і всі вуглецеві міриди, має лінію випромінювання Hα, інтенсивність якої змінюється в широкому діапазоні. Лінія Hα стає набагато помітнішою, коли зоря стає яскравішою. Спостереження, проведені в ближньому інфрачервоному спектрі, показують, що радіус зорі становить близько 500 сонячних, а температура становить від 2405 до 2485 К.
SS Діви розташована на два градуси північніше від η Діви (Заніах).